# 林沙奈恵
林 沙奈恵（はやし さなえ、1991年11月16日 - ）は日本のタレント、グラビアアイドル。よしもとグラビアエージェンシー所属の第3期メンバー。吉本興業所属。和歌山県和歌山市出身。愛称はさなぴ。身長158cm。　

## 略歴
- 2009年、ルミネtheよしもとで行われた、YGA3期生オーディションで約1000人の応募の中選ばれデビュー[1]。
- 2011年3月、明和電機プロデュースによる派生ユニットNUTとしてデビュー。

## 人物
- 3人姉妹の長女。
- YGA最終オーディションではAKB48の「スカート、ひらり」を披露。
- アイドル好きアイドルとして有名であり、林個人のTwitterでは「アイドルのことしか呟かない」と公言している。
- イメージカラーは水色。
- キャッチフレーズは「あなたのハートを離さなぴ！」
- 仲のいいアイドルは瀬口かな(中野風女シスターズ)、カレン・クラシュカ(アフィリア・サーガ・イースト)などが挙げられる。